# Стипендия
Стипендията представлява финансова помощ за изплащане цената на обучението, а понякога ежемесечни парични помощи за ученици в средни специални училища и студенти във висши учебни заведения, а също така за аспиранти и докторанти.
По време на социализма в България има няколко вида стипендии: ведомствени (давани от предприятия на ученици или студенти, които сключват договор с тях), социални (за ученици с висок успех и нисък доход) и почетни. В средата на 70-те години на XX век студентската стипендия е средно 45 лв. (в зависимост от успех и доход) без подписан договор за разпределение, и осреднено около 75 лв. ако си по договор (в зависимост от окръга). Най-престижната от тях е Димитровската стипендия, давана за изключителни заслуги като „най-добър в учението, спорта и обществената дейност“. В СССР най-престижната е Ленинската стипендия за студенти.
Днес съществуват държавни стипендии под различни форми, както и европейски стипендии за специални постижения. Стипендиите са безвъзмездни плащания и не трябва да се връщат.